# Puchar Zdobywców Pucharów (1990/1991)
XXXI Puchar Europy Zdobywców Pucharów 1990/1991

(ang. European Cup Winners’ Cup)

## 1/32 finału
| Bray Wanderers – Trabzonspor 1:1 i 0:2 1 19.08 1990 0:1 Dukić 2, 1:1 Nugent 52 (mecz w Dublinie) 2 04.09 1990 0:1 Dukić 48, 0:2 Hamdi 63 |

## 1/16 finału
| Manchester United – Pécsi Munkás 2:0 i 1:0 1 19.09 1990 1:0 Blackmore 9, 2:0 Webb 16 2 03.10 1990 1:0 McClair 77 |
| FK Sliwen – Juventus F.C. 0:2 i 1:5 1 19.09 1990 0:1 Schillaci 25, 0:2 R.Baggio 90k 2 03.10 1990 0:1 R.Baggio 15k, 0:2 Schillaci 25, 0:3 Corini 49, 0:4 Bonetti 53, 0:5 Julio César 56, 1:5 Kelepow 83                             |
| Nea Salamina Famagusta – Aberdeen F.C. 0:2 i 0:3 1 19.09 1990 0:1 Mason 62, 0:2 Gillhaus 81 2 03.10 1990 0:1 Robertson 13, 0:2 Endrou 32, 0:3 Jess 67                                                                              |
| Kuopion Palloseura – Dynamo Kijów 2:2 i 0:4 1 19.09 1990 0:1 Salenko 11, 1:1 Nyssanen 38, 1:2 Juran 65, 2:2 Gayle 89 2 03.10 1990 0:1 Salenko 14, 0:2 Litowczenko 25, 0:3 Litowczenko 54, 0:4 Juran 85                             |
| Montpellier HSC – PSV Eindhoven 1:0 i 0:0 1 19.09 1990 1:0 Ziober 9 2 03.10 1990 |
| Wrexham – Lyngby BK 0:0 i 1:0 1 19.09 1990 2 03.10 1990 1:0 Armstrong 11 |
| Olympiakos SFP – Flamurtari Wlora 3:1 i 2:0 1 19.09 1990 1:0 Anastopoulos 8, 2:0 Hatzides 25, 3:0 Anastopoulos 69, 3:1 Ziu 75 2 03.10 1990 1:0 Christodoulou 84, 2:0 Mitropoulos 87                                                |
| Glentoran F.C. – Steaua Bukareszt 1:1 i 0:5 1 19.09 1990 0:1 Stan 47k, 1:1 Douglas 84 2 03.10 1990 0:1 Stan 22, 0:2 Dumitrescu 37, 0:3 Dumitrescu 45, 0:4 Petrescu 79, 0:5 Petrescu 88                                             |
| Knattspyrnufélagið Fram – Djurgårdens IF 3:0 i 1:1 1 19.09 1990 1:0 Ragnarsson 55, 2:0 Ragnarsson 57, 3:0 Arnthorsson 89 2 03.10 1990 1:0 Ormslev 9k, 1:1 Martinsson 81                                                            |
| Sliema Wanderers – Dukla Praga 1:2 i 0:2 1 18.09 1990 0:1 Rada 33, 1:1 Walker 54, 1:2 Kostelnik 87 2 03.10 1990 0:1 Walker 47s, 0:2 Zalesky 67                                                                                     |
| Viking FK – RFC Liège 0:2 i 0:3 1 19.09 1990 0:1 Boffin 15, 0:2 Ernes 82 2 03.10 1990 0:1 Boffin 22, 0:2 Boffin 35, 0:3 Boffin 88                                                                                                  |
| Legia Warszawa – Swift Hesperange 3:0 i 3:0 1 18.09 1990 1:0 Kosecki 48, 2:0 Kosecki 79, 3:0 Pisz 90 2 03.10 1990 1:0 1:0 Jóźwiak 68, 2:0 Łatka 82, 3:0 Kosecki 88 (mecz w Esch-sur-Alzette)                                       |
| Estrela Amadora – Neuchâtel Xamax 1:1 i 1:1 (dog), karne 4:3 1 18.09 1990 1:0 Ricky 25, 1:1 Sutter 57 2 03.10 1990 0:1 Sutter 48, 1:1 Jorge 83                                                                                     |
| 1. FC Kaiserslautern – UC Sampdoria 1:0 i 0:2 1 18.09 1990 1:0 S. Kuntz 75 2 03.10 1990 0:1 Mancini 6k, 0:2 Branca 74 |
| Trabzonspor – FC Barcelona 1:0 i 2:7 1 18.09 1990 1:0 Hamdi 67 2 03.10 1990 1:0 Hamdi 7, 1:1 Beguiristain 13, 1:2 Amor 29, 1:3 R. Koeman 33, 1:4 R. Koeman 40, 1:5 Stoiczkow 44, 2:5 Suner 68, 2:6 R. Koeman 75k, 2:7 Stoiczkow 87 |
| / PSV Schwerin – Austria Wiedeń 0:2 i 0:0 1 18.09 1990 0:1 Milewski 34, 0:2 Zsak 36 2 03.10 1990 |

## 1/8 finału
| Manchester United – Wrexham 3:0 i 2:0 1 23.10 1990 1:0 McClair 40, 2:0 Bruce 42k, 3:0 Pallister 59 2 07.11 1990 1:0 Robins 31, 2:0 Bruce 35                                                                 |
| Austria Wiedeń – Juventus F.C. 0:4 i 0:4 1 24.10 1990 0:1 Casiraghi 30, 0:2 Casiraghi 45, 0:3 R.Baggio 48, 0:4 Schillaci 69k 2 07.11 1990 0:1 Alessio 3, 0:2 R.Baggio 25k, 0:3 R.Baggio 46, 0:4 R.Baggio 52 |
| RFC Liège – Estrela Amadora 2:0 i 0:1 1 24.10 1990 1:0 Malbasa 7, 2:0 Milošević 86 2 07.11 1990 0:1 Duillo 33                                                                                               |
| Aberdeen F.C. – Legia Warszawa 0:0 i 0:1 1 24.10 1990 2 07.11 1990 0:1 K. Iwanicki 84 |
| Montpellier HSC – Steaua Bukareszt 5:0 i 3:0 1 24.10 1990 1:0 Ziober 26, 2:0 Xuereb 52, 3:0 Blanc 55k, 4:0 Ziober 61, 5:0 Castro 80 2 07.11 1990 1:0 Colleter 52, 2:0 Garande 71, 3:0 Guerin 82             |
| Olympiakos SFP – UC Sampdoria 0:1 i 1:3 1 24.10 1990 0:1 Katanec 53 2 07.11 1990 0:1 Lombardo 17, 0:2 Branca 28, 1:2 Drakopoulos 62, 1:3 Branca 66                                                          |
| Knattspyrnufélagið Fram – FC Barcelona 1:2 i 0:3 1 23.10 1990 0:1 Salinas 33, 1:1 Davidson 60, 1:2 Stoiczkow 87 2 07.11 1990 0:1 Eusébio 17, 0:2 Beguiristain 34, 0:3 Pinella 70                            |
| Dynamo Kijów – Dukla Praga 1:0 i 2:2 1 24.10 1990 1:0 Litowczenko 65 2 07.11 1990 1:0 Juran 7, 1:1 Foldyna 51, 2:1 Juran 60, 2:2 Bittengel 71                                                               |

## 1/4 finału
| Manchester United – Montpellier HSC 1:1 i 2:0 1 06.03 1991 1:0 McClair 1, 1:1 Martin 8s 2 19.03 1991 1:0 Blackmore 45, 2:0 Bruce 49k                                            |
| RFC Liège – Juventus F.C. 1:3 i 0:3 1 06.03 1991 0:1 Marocchi 32, 0:2 R.Baggio 42, 0:3 Julio César 47, 1:3 Houben 83 2 20.03 1991 0:1 Casiraghi 9, 0:2 Wegria 18, 0:3 Häßler 22 |
| Legia Warszawa – UC Sampdoria 1:0 i 2:2 1 06.03 1991 1:0 Czykier 44 2 20.03 1991 1:0 Kowalczyk 19, 2:0 Kowalczyk 54, 2:1 Mancini 67, 2:2 Vialli 89                              |
| Dynamo Kijów – FC Barcelona 2:3 i 1:1 1 06.03 1991 0:1 Bakero 5, 1:1 Zajec 33, 1:2 Urbano 45, 1:3 Stoiczkow 63k, 2:3 Salenko 81k 2 19.03 1991 1:0 Juran 62, 1:1 Amor 89         |

## 1/2 finału
| FC Barcelona – Juventus F.C. 3:1 i 0:1 1 10.04 1991 0:1 Casiraghi 12, 1:1 Stoiczkow 55, 2:1 Stoiczkow 60, 3:1 J.Goicoechea 75 2 24.04 1991 0:1 R.Baggio 60       |
| Legia Warszawa – Manchester United 1:3 i 1:1 1 10.04 1991 1:0 Cyzio 36, 1:1 McClair 37, 1:2 Hughes 54, 1:3 Bruce 67 2 24.04 1991 1:0 Sharpe 23, 1:1 Kowalczyk 57 |

## Finał
| 15 maja 1991 Rotterdam De Kuip (45 000) Manchester United – FC Barcelona 2:1 (0:0) Sędzia: Bo Karlsson (Szwecja) Bramki: 1:0 Mark Hughes 67, 2:0 Mark Hughes 74, 2:1 Ronald Koeman 79 Żółte kartki: Bryan Robson / José Maria Bakero Czerwone kartki: – / Nando Muñoz „Nando” 84 Manchester United Football Club (trener Alex Ferguson): Les Sealey – Denis Irwin, Clayton Blackmore, Steve Bruce, Mike Phelan, Gary Pallister, Bryan Robson (kapitan), Paul Ince, Brian McClair, Mark Hughes, Lee Sharpe Futbol Club Barcelona (trener Johan Cruijff): Carles Busquets – Nando Muñoz „Nando”, José Ramón Alexanko (kapitan, 72 Antonio Pinilla), Ronald Koeman, Albert Ferrer, José Maria Bakero, Ion Andoni Goikoetxea, Eusebio Sacristán Mena „Eusebio”, Julio Salinas, Michael Laudrup, Aitor Beguiristáin |